# Borșa
Borșa (rumænsk udtale: [ˈborʃa]; tysk: Borscha, jiddisch: בורשא Borsha) er en by i den østlige del af distriktet Maramureș Rumænien, i dalen af floden Vișeu og nær Prisloppasset. Byen har 27.711 (2021) indbyggere.
Prislop-passet, der forbinder Transsylvanien med Bukovina, er omgivet af Rodna og Maramureș-bjergene, begge bjergkæder i Karpaterne. Den højeste top i regionen er Pietrosul Rodnei (2.303 moh.)
Fra Borșa er der adgang til Rodna-bjergene Nationalpark (som har et areal på 463 km²). Byen er hjemsted for en trækirke, der blev bygget i 1718. Den administrerer en landsby, Băile Borșa.
I 1891 boede der 1.432 jøder i Borșa. Området har mistet en stor del af sin befolkning efter det kommunistiske regimes sammenbrud. Tidligere var byen Borșa også hjemsted for et samfund af Zipser-tyskere (en).

## Gallery
- Borșa i efteråret
- Huse i Borșa
- Huse i Borșa
- Kirken i Moisei-klostret
- Pietrosu Mare nær Borșa
- Bjerglandskab i Borșa
- Hestenes vandfald
- Traditionel trækirke i det nordlige Rumænien
- Panoramaudsigt over Borșa
- Panoramaudsigt over Borșa om vinteren
- Panoramaudsigt over Borșa